# والکر بروک
والکر بروک (به انگلیسی: Walker Brooke) سناتور سابق عضو حزب ویگ بود. وی در سال ۱۸۵۲ تا ۱۸۵۳ میلادی سناتور ایالت میسیسیپی در سنای ایالات متحده آمریکا بود.